# Jesse James (razbojnik)
Jesse James  (Clay County, Missouri, 5. rujna 1847. – St. Joseph, Missouri 3. travnja 1882.) bio je američki razbojnik, vođa bande, pljačkaš banka i vlakova i ubojica, najpoznatiji član bande James-Younger. Poznat je postao tijekom života, dok je nakon smrti postao jedan od legendarnih likova Divljeg zapada.

## Životopis

### Rani život
Jesse Woodson James je rođen u Clay County, Missouri u blizini današnjeg Kearneyja 15. rujna 1847. godine. Jesse James imao je starijeg brata imenom Alenxander Franklin "Frank" i mlađu sestru Susan Lavenia James. Preko potoka i uzbrdo od kuće na desnoj strani je bila kuća Daniela Askewa, koji je ondje ubijen 12. travnja, 1847. Askew je bio optužen za suradnju s Pinkertonovim detektivima u siječnju 1875., za palež kuće. 

### Američki građanski rat i poslije rata
Jesse i njegov brat Frank James tijekom američkog građanskog rata bili su pripadnici konfederacijske gerile, te su bili optuženi za sudjelovanje u zločinima protiv sjevernjačkih vojnika. Poslije rata postali su dio različitih bandi, te su pljačkali banke, poštanske kočije i vlakove. U modernim popularnim interpretacijama Jesse James se često prikazuje sličan Robin Hoodu, pljačkaš bogatih koji dijeli siromašnima, iako ne postoje dokazi o tome. Braća James bila su najaktivnija u desetogodišnjem vremenskom razdoblju od 1866. do 1876., dok njihov pokušaj pljačke banke u Northfieldu u Minnesoti nije rezultirao smrću ili zarobljavanjem nekoliko članova bande. Nakon toga događaja nastavili su tek nakon nekoliko godina, kada su prikupili nove članove. Jesse Jamesa je 3. travnja 1882. godine ubio Robert Ford, koji je bio dio bande i živio s njim.  Jesse Jamesom u kući, jer se nadao da će dobiti nagradu koju je država ponudila za Jessea.
Jamesov grob je prvotno bio na imanju, no kasnije je premješten na groblje u Kearney.

## Vanjske poveznice
- Službene stranice obitelji James  Arhivirana inačica izvorne stranice od 28. veljače 2019. (Wayback Machine) (engl.)
- Jesse James: Last Rebel of the Civil War (engl.)
- Jesse James i Frank James, američki odmetnici – Britannica Online  Arhivirana inačica izvorne stranice od 25. lipnja 2020. (Wayback Machine) (engl.)
- Jesse James – encyclopedia.com (engl.)
- James James – biography.com (engl.)